# Kepler-6b
Kepler-6b é um exoplaneta na órbita do Kepler-6 extraordinariamente rico em metais, uma estrela no campo de visão da sonda espacial Kepler operado pela NASA, que procura por planetas que cruzam diretamente ou em trânsito na frente de sua estrela-mãe. Kepler-6 orbita sua estrela-mãe a cada três dias a uma distância de .046 AU. Sua proximidade com Kepler-6, cerca de dois terços da massa de Júpiter, para um pouco maior do que o tamanho de Júpiter e muito mais quente na sua atmosfera.
Observações posteriores levaram à confirmação do planeta, que foi anunciado em uma reunião da American Astronomical Society em 4 de janeiro de 2010, juntamente com outros quatro planetas descobertos pelo Kepler.

## Descoberta e nomenclatura

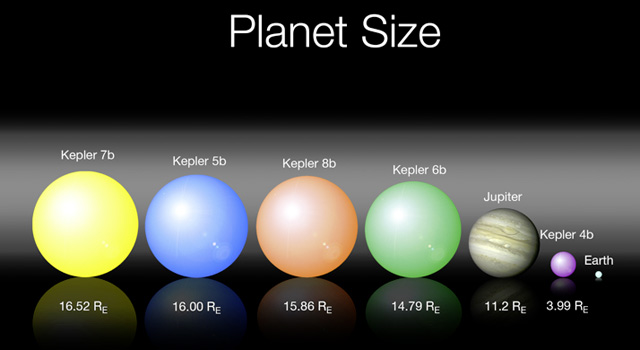
Comparação de tamanho com Júpiter e Terra

A sonda Kepler da NASA, contínua observar uma porção do céu entre as constelações de Cygnus e Lyra. Foi criado para procurar e descobrir planetas em trânsito, ou que cruzem na frente, suas estrelas hospedeiras em relação à Terra, medindo pequenas e geralmente periódicas variações no brilho de uma estrela. Kepler reconheceu um evento de trânsito potencial em torno de uma estrela que foi designado KOI-017, que foi nomeado Kepler-6 após a confirmação de Kepler-6b. A estrela foi designada "6" porque era o sexto planeta a ser observado (mas o terceiro planeta a ser descoberto) pela sonda Kepler.
Após a detecção inicial de um sinal de trânsito pelo Kepler, observações de acompanhamento foram tomadas para confirmar a natureza planetária do candidato. Imagem Speckle pelo telescópio WIYN foi utilizado para determinar a quantidade de luz de estrelas próximas, de fundo que estava presente. Se não contabilizados, esta luz teria feito Kepler-6 parecer mais brilhante do que realmente era. Consequentemente, o tamanho de Kepler-6b teria sido subestimado. Dados de velocidade radial foi feito pelo HIRES no telescópio Keck I, a fim de determinar a massa do planeta. Independentemente, as observações foram feitas com o Telescópio Espacial Spitzer no infravermelho de 3.6 a 4.5 micrômetros. Junto com dados adicionais tomados pelo Kepler, estas observações detectaram curvas de ocultação e da fase do Kepler-6b por trás de sua estrela.
A confirmação do Kepler-6b foi anunciado na reunião 215 da American Astronomical Society, com as descobertas dos planetas Kepler-4b, Kepler-5b, Kepler-7b e Kepler-8b em 4 de janeiro de 2010.

## Estrela hospedeira
Kepler-6 é uma estrela como o Sol na constelação de Cygnus. É aproximadamente 20.9% mais massiva e 39.1% maior do que o Sol. Com uma temperatura efetiva de 5647 K, Kepler-6 é mais frio do que o Sol. A previsão é de ter 3.8 bilhões de anos, em comparação com a idade do Sol de 4.6 bilhões de anos. É mais conhecido por sua excepcionalmente alta metalicidade de uma estrela; com [Fe/H] = 0.34, Kepler-6 tem 2.18 vezes mais ferro do que o Sol. Kepler-6b é o único planeta que foi descoberto na órbita do Kepler-6.

## Características
Kepler-6b é um Júpiter quente, com uma massa 0.669 vezes maior do que Júpiter, mas a uma distância média de apenas 0.046 AU de sua estrela e, portanto, um período orbital de 3.23 dias. É quase 10 vezes mais perto de sua estrela do que Mercúrio está do nosso Sol. Como resultado, o Kepler-6b está fortemente irradiado por sua estrela, aquecendo sua atmosfera a uma temperatura de 1660 K e até um tamanho de 1.3 vezes maior do que Júpiter. Também pode ser o caso que Kepler-6b tem uma inversão térmica da sua atmosfera, onde a temperatura aumenta com o aumento da distância a partir do centro do planeta. No entanto, observações adicionais são necessárias para confirmar ou refutar essa possibilidade.